# Самсон-Гиммельшерна, Гвидо Оскарович фон
Гвидо Оскарович фон Самсон-Гиммельшерна (нем. Guido Hermann Claudius Wilhelm von Samson-Himmelstjerna; 27 февраля (11 марта) 1871, Рауге, ныне волость Рыуге, Эстония — 2 марта 1941, Стамбул) — российский дирижёр, композитор, пианист и музыкальный педагог из аристократического рода балтийских немцев.

## Биография
Учился в Тюбингене, затем изучал экономику в Юрьевском университете. С 1893 г. студент Санкт-Петербургской консерватории. В 1896—1902 гг. работал в Южной Африке (Йоханнесбург, Питермарицбург, Капстадт). Затем обосновался в Риге, возглавлял немецкое певческое общество «Источник» (нем. Quelle), с 1904 г. директор Рижского училища Императорского Русского музыкального общества. Наиболее известен как руководитель летнего курортного оркестра в Эдинбурге (нынешнем Дзинтари) в 1911—1914 гг.
С началом Первой мировой войны отправился в Дерпт, затем в Петроград (1916) и Москву (1917), откуда после революции через Севастополь бежал в Турцию. Обосновавшись в 1921 г. в Стамбуле, выступал как дирижёр и вёл педагогическую работу.

## Семья
Внук Гвидо-Германа Самсона фон Гиммельшерна.
Брат, Роберт Людвиг Вольфганг Оттокар фон Самсон-Гиммельшерна (1885—1942) — горный инженер, с 1911 г. и до конца жизни работал в Чили и Боливии.